# US Open de 2020
O US Open de 2020 foi um torneio de tênis disputado nas quadras duras do USTA Billie Jean King National Tennis Center, no Flushing Meadows-Corona Park, no distrito do Queens, em Nova York, nos Estados Unidos, entre 31 de agosto e 13 de setembro. Corresponde à 53ª edição da era aberta e à 140ª de todos os tempos.
Rafael Nadal e Bianca Andreescu decidiram não competir e defender seus títulos por preocupações com a segurança sanitária da pandemia que estava em andamento. O austríaco Dominic Thiem levou o primeiro troféu do Grand Slam da carreira ao superar Alexander Zverev em jogo de cinco sets. Naomi Osaka conquistou o segundo título no torneio e o terceiro major após derrotar Victoria Azarenka na final, de virada.
Nas duplas, o croata Mate Pavić e o brasileiro Bruno Soares levantam a taça após uma vitória de dois sets. Na feminina, a alemã Laura Siegemund e a russa Vera Zvonareva o fazem da mesma forma. É o terceiro título do Grand Slam de Soares e Zvonareva, o segundo de Pavić e o primeiro de Laura Siegemund.

## Impacto da pandemia de COVID-19
O US Open é, geralmente, o quarto e último torneio de Grand Slam do ano a ser realizado (entre a última segunda-feira de agosto e o segundo domingo de setembro) - o auge da gira de quadra dura na América do Norte. Devido a preocupações com a pandemia em andamento, foi anunciado em junho de 2020 que o evento ocorreria sem espectadores (pela primeira vez na história dele e de todos os torneios de Grand Slam em sua história de 143 anos), após ser aprovada por Andrew Cuomo, governador do estado de Nova York. Os jogadores que entraram nos Estados Unidos não precisaram ficar em quarentena, mas deveriam fazer testes durante todo o torneio e antes de deixar a cidade de Nova York. Se os jogadores forem diagnosticados com o vírus, eles são obrigados a deixar a competição. Os tenistas e suas equipes devem usar máscaras ao entrar em quadra, mas podem ficar sem durante os treinos, de acordo com as diretrizes do Centro de Controle e Prevenção de Doenças.
A partida, valendo pela terceira rodada da chave masculina de simples, entre Alexander Zverev e Adrian Mannarino, no Louis Armstrong Stadium, atrasou três horas por causa de um "diálogo colaborativo com as autoridades de saúde locais". Mannarino foi um dos dez tenistas em contato com Benoît Paire (que desistiu do torneio após ser diagnosticado com COVID-19), se sujeitando a protocolos adicionais da USTA para o coronavírus. Sua partida ocorreu (ele foi eliminado). Mesma sorte não tiveram Tímea Babos e Kristina Mladenovic, cabeças de chave 1 em duplas, que foram forçadas a desistir antes de jogar a segunda rodada. Mladenovic foi uma das dez ao redor de Paire, mas não havia testado positivo e estava sob protocolos adicionais para o coronavírus da USTA.

## Nova superfície
O DecoTurf foi trocado por Laykold nas quadras duras do US Open a partir desta edição. Após um extenso processo de licitação, o acordo tem validade de cinco anos. A fabricação das superfícies estão a cargo da APT (Advanced Polymer Technology), e possui certificação ambiental ISO 14001. O material é usado também nos pisos do ATP/WTA de Miami e no ATP de Nova York.

## Transmissão
Esta é a lista de países e canais designados a transmitir o torneio durante a edição em questão:
Países lusófonos

| País(es) | Canal(is)          |
| -------- | ------------------ |
| Brasil   | ESPN Brasil SporTV |
| Portugal | Eurosport          |

Resto do mundo
| País(es)                      | Canal(is)             |
| ----------------------------- | --------------------- |
| Áustria                       | ServusTV [en]         |
| Canadá                        | RDS [en] TSN          |
| China                         | CCTV iQIYI            |
| Coreia do Sul                 | JTBC                  |
| Estados Unidos                | ESPN Tennis Channel   |
| Índia                         | STAR                  |
| Irlanda · Reino Unido         | Prime Video           |
| Japão                         | WOWOW                 |
| Suíça                         | SRG SSR               |
| Regiões                       |                       |
| África subsaariana            | SuperSport            |
| Caribe América Latina         | ESPN (América Latina) |
| Europa continental            | Eurosport             |
| Norte da África Oriente Médio | beIN Sports           |
| Oceania                       | ESPN Oceania          |
| Sudoeste Asiático             | Fox Sports (Ásia)     |

## Pontuação e premiação

### Distribuição de pontos
ATP e WTA informam suas pontuações em Grand Slam, distintas entre si, em simples e em duplas. A ITF responde exclusivamente cadeirantes. Por causa da pandemia de COVID-19, no entanto, algumas mudanças excepcionais ocorreram: a ausência de disputa de qualificatórios, duplas mistas e torneios juvenis, em prol de menor circulação de pessoas pelo complexo, e chaves de duplas com uma fase a menos, tendo a masculina valendo 50% dos pontos que normalmente oferece.
| Evento            | V    | F    | SF  | QF  | R16 | R32 | R64 | R128 |
| Simples masculino | 2000 | 1200 | 720 | 360 | 180 | 90  | 45  | 10   |
| Duplas masculinas | 1000 | 600  | 360 | 180 | 90  | 0   | —   | —    |
| Simples feminino  | 2000 | 1300 | 780 | 430 | 240 | 130 | 70  | 10   |
| Duplas femininas  | 2000 | 1300 | 780 | 430 | 240 | 10  | —   | —    |

| Evento               | V   | F   | SF/ 3º lugar | QF/ 4º lugar |
| Simples              | 800 | 500 | 375          | 100          |
| Simples tetraplégico | 800 | 500 | 375          | 100          |
| Duplas               | 800 | 500 | 100          | —            |
| Duplas tetraplégicas | 800 | 100 | —            | —            |

### Premiação
A premiação geral diminuiu 7% em relação a 2019. Os títulos de simples tiveram um decréscimo de US$ 850.000 cada.
| Evento       | V             | F             | SF          | QF          | Últimos 16  | Últimos 32  | Últimos 64  | Últimos 128 |
| Contemplados | 1             | 1             | 2           | 4           | 8           | 16          | 32          | 64          |
| Simples (2)  | US$ 3.000.000 | US$ 1.500.000 | US$ 800.000 | US$ 425.000 | US$ 250.000 | US$ 163.000 | US$ 100.000 | US$ 61.000  |
| Duplas (2)   | US$ 400.000   | US$ 240.000   | US$ 130.000 | US$ 91.000  | US$ 50.000  | US$ 30.000  | —           | —           |

Total dos eventos acima: US$ 43.312.000
Outros eventos: US$ 350.000
Fundo de auxílio ao jogador: US$ 6.600.000
Fundo internacional de auxílio ao jogador (ATP/WTA): US$ 1.000.000
Per diem (estimado): US$ 2.140.000
Total da premiação: US$ 53.402.000

## Cabeças de chave
Cabeças baseados(as) nos rankings de 3 de agosto de 2020. Dados de Ranking e Pontos anteriores são de 31 de agosto de 2020.
Por causa da pandemia, ATP e WTA criaram um sistema de ranking temporário, que engloba 22 meses - ao contrário dos 12 de costume - a fim de não impactar o progresso dos atletas que optarem em não jogar ou jogar parcialmente durante o período.
Na prática, se os pontos a defender forem maiores que os pontos conquistados, o tenista mantém os primeiros e a pontuação que entrou no torneio. Caso contrário, ele subtrai os pontos a defender e adiciona os conquistados, ficando com uma nova pontuação.
Em verde, o(s) cabeça(s) de chave campeão(ões). Em vermelho, o(s) vice-campeão(ões).

### Simples

#### Masculino
| Cabeça | Ranking | Jogador               | Pontos anteriores | Pontos a defender | Pontos conquistados | Nova pontuação | Eliminado na     | Eliminado por               |
| ------ | ------- | --------------------- | ----------------- | ----------------- | ------------------- | -------------- | ---------------- | --------------------------- |
| 1      | 1       | Novak Djokovic        | 10.860            | 180               | 0                   | 10.860         | 4ª fase, default | Pablo Carreño Busta [20]    |
| 2      | 3       | Dominic Thiem         | 7.135             | 10                | 2.000               | 9.125          | Campeão          | –                           |
| 3      | 5       | Daniil Medvedev       | 5.890             | 1.200             | 720                 | 5.890          | SF               | Dominic Thiem [2]           |
| 4      | 6       | Stefanos Tsitsipas    | 5.095             | 10                | 90                  | 5.175          | 3ª fase          | Borna Ćorić [27]            |
| 5      | 7       | Alexander Zverev      | 3.630             | 180               | 1.200               | 4.650          | F                | Dominic Thiem [2]           |
| 6      | 8       | Matteo Berrettini     | 2.940             | 720               | 180                 | 2.940          | 4ª fase          | Andrey Rublev [10]          |
| 7      | 10      | David Goffin          | 2.555             | 180               | 180                 | 2.555          | 4ª fase          | Denis Shapovalov [12]       |
| 8      | 11      | Roberto Bautista Agut | 2.540             | 10                | 90                  | 2.620          | 3ª fase          | Vasek Pospisil              |
| 9      | 13      | Diego Schwartzman     | 2.265             | 360               | 10                  | 2.265          | 1ª fase          | Cameron Norrie              |
| 10     | 14      | Andrey Rublev         | 2.234             | 180               | 360                 | 2.414          | QF               | Daniil Medvedev [3]         |
| 11     | 16      | Karen Khachanov       | 2.120             | 10                | 90                  | 2.200          | 3ª fase          | Alex de Minaur [21]         |
| 12     | 17      | Denis Shapovalov      | 2.075             | 90                | 360                 | 2.345          | QF               | Pablo Carreño Busta [20]    |
| 13     | 19      | Cristian Garín        | 1.900             | 45                | 45                  | 1.900          | 2ª fase          | Mikhail Kukushkin           |
| 14     | 20      | Grigor Dimitrov       | 1.885             | 720               | 45                  | 1.885          | 2ª fase          | Márton Fucsovics            |
| 15     | 21      | Félix Auger-Aliassime | 1.806             | 10                | 180                 | 1.976          | 4ª fase          | Dominic Thiem [2]           |
| 16     | 22      | John Isner            | 1.805             | 90                | 10                  | 1.805          | 1ª fase          | Steve Johnson               |
| 18     | 24      | Dušan Lajović         | 1.695             | 45                | 10                  | 1.695          | 1ª fase          | Egor Gerasimov              |
| 19     | 25      | Taylor Fritz          | 1.545             | 10                | 90                  | 1.625          | 3ª fase          | Denis Shapovalov [12]       |
| 20     | 27      | Pablo Carreño Busta   | 1.500             | 90                | 720                 | 2.130          | SF               | Alexander Zverev [5]        |
| 21     | 28      | Alex de Minaur        | 1.485             | 180               | 360                 | 1.665          | QF               | Dominic Thiem [2]           |
| 22     | 30      | Nikoloz Basilashvili  | 1.395             | 90                | 10                  | 1.395          | 1ª fase          | John Millman                |
| 23     | 31      | Daniel Evans          | 1.384             | 90                | 45                  | 1.384          | 2ª fase          | Corentin Moutet             |
| 24     | 33      | Hubert Hurkacz        | 1.353             | 10                | 45                  | 1.388          | 2ª fase          | Alejandro Davidovich Fokina |
| 25     | 18      | Milos Raonic          | 1.950             | 0                 | 45                  | 1.995          | 2ª fase          | Vasek Pospisil              |
| 26     | 26      | Filip Krajinović      | 1.503             | 10                | 90                  | 1.583          | 3ª fase          | David Goffin [7]            |
| 27     | 32      | Borna Ćorić           | 1.355             | 45                | 360                 | 1.670          | QF               | Alexander Zverev [5]        |
| 28     | 29      | Jan-Lennard Struff    | 1.405             | 45                | 90                  | 1.450          | 3ª fase          | Novak Djokovic [1]          |
| 29     | 36      | Guido Pella           | 1.310             | 10                | 10                  | 1.310          | 1ª fase          | Jeffrey John Wolf [WC]      |
| 30     | 37      | Casper Ruud           | 1.279             | 10                | 90                  | 1.359          | 3ª fase          | Matteo Berrettini [6]       |
| 31     | 38      | Marin Čilić           | 1.225             | 180               | 90                  | 1.225          | 3ª fase          | Dominic Thiem [2]           |
| 32     | 39      | Adrian Mannarino      | 1.191             | 10                | 90                  | 1.271          | 3ª fase          | Alexander Zverev [5]        |

##### Desistências
| Ranking | Jogador       | Pontos anteriores | Pontos a defender | Nova pontuação | Motivo                                            |
| ------- | ------------- | ----------------- | ----------------- | -------------- | ------------------------------------------------- |
| 2       | Rafael Nadal  | 9.850             | 2.000             | 9.850          | Preocupações com questões relacionadas à COVID-19 |
| 4       | Roger Federer | 6.630             | 360               | 6.630          | Cirurgia no joelho direito                        |
| 9       | Gaël Monfils  | 2.860             | 360               | 2.860          | Preocupações com questões relacionadas à COVID-19 |
| 12      | Fabio Fognini | 2.400             | 10                | 2.400          | Priorizou a gira europeia de saibro               |
| 15      | Stan Wawrinka | 2.185             | 360               | 2.185          | Priorizou a gira europeia de saibro               |
| 23      | Benoît Paire  | 1.738             | 45                | 1.738          | Diagnosticado com COVID-19                        |
| 34      | Kei Nishikori | 1.345             | 90                | 1.345          | Falta de ritmo de jogo                            |

#### Feminino
| Cabeça | Ranking | Jogadora              | Pontos anteriores | Pontos a defender | Pontos conquistados | Nova pontuação | Eliminada na | Eliminada por           |
| ------ | ------- | --------------------- | ----------------- | ----------------- | ------------------- | -------------- | ------------ | ----------------------- |
| 1      | 3       | Karolína Plíšková     | 5.205             | 240               | 70                  | 5.205          | 2ª fase      | Caroline Garcia         |
| 2      | 4       | Sofia Kenin           | 4.590             | 130               | 240                 | 4.700          | 4ª fase      | Elise Mertens [16]      |
| 3      | 8       | Serena Williams       | 4.080             | 1.300             | 780                 | 4.080          | SF           | Victoria Azarenka       |
| 4      | 9       | Naomi Osaka           | 4.020             | 240               | 2.000               | 5.780          | Campeã       | –                       |
| 5      | 11      | Aryna Sabalenka       | 3.615             | 70                | 70                  | 3.615          | 2ª fase      | Victoria Azarenka       |
| 6      | 12      | Petra Kvitová         | 3.566             | 70                | 240                 | 3.736          | 4ª fase      | Shelby Rogers           |
| 7      | 14      | Madison Keys          | 2.962             | 240               | 130                 | 2.962          | 3ª fase, ab. | Alizé Cornet            |
| 8      | 15      | Petra Martić          | 2.850             | 240               | 240                 | 2.850          | 4ª fase      | Yulia Putintseva [23]   |
| 9      | 13      | Johanna Konta         | 3.152             | 430               | 70                  | 3.152          | 2ª fase      | Sorana Cîrstea          |
| 10     | 16      | Garbiñe Muguruza      | 2.711             | 10                | 70                  | 2.771          | 2ª fase      | Tsvetana Pironkova [PR] |
| 11     | 17      | Elena Rybakina        | 2.471             | 40                | 70                  | 2.501          | 2ª fase      | Shelby Rogers           |
| 12     | 19      | Markéta Vondroušová   | 2.308             | 0                 | 70                  | 2.378          | 2ª fase      | Aliaksandra Sasnovich   |
| 13     | 20      | Alison Riske          | 2.256             | 70                | 70                  | 2.256          | 2ª fase      | Ann Li                  |
| 14     | 21      | Anett Kontaveit       | 2.220             | 130               | 240                 | 2.330          | 4ª fase      | Naomi Osaka [4]         |
| 15     | 22      | Maria Sakkari         | 2.130             | 130               | 240                 | 2.240          | 4ª fase      | Serena Williams [3]     |
| 16     | 18      | Elise Mertens         | 2.360             | 430               | 430                 | 2.360          | QF           | Victoria Azarenka       |
| 17     | 23      | Angelique Kerber      | 2.040             | 10                | 240                 | 2.252          | 4ª fase      | Jennifer Brady [28]     |
| 18     | 24      | Donna Vekić           | 1.880             | 430               | 130                 | 1.880          | 3ª fase      | Tsvetana Pironkova [PR] |
| 19     | 25      | Dayana Yastremska     | 1.880             | 130               | 70                  | 1.880          | 2ª fase      | Madison Brengle         |
| 20     | 26      | Karolína Muchová      | 1.872             | 130               | 240                 | 1.982          | 4ª fase      | Victoria Azarenka       |
| 21     | 29      | Ekaterina Alexandrova | 1.775             | 70                | 70                  | 1.775          | 2ª fase      | Caty McNally            |
| 22     | 28      | Amanda Anisimova      | 1.775             | 0                 | 130                 | 1.905          | 3ª fase      | Maria Sakkari [15]      |
| 23     | 35      | Yulia Putintseva      | 1.525             | 130               | 430                 | 1.825          | QF           | Jennifer Brady [28]     |
| 24     | 37      | Magda Linette         | 1.482             | 70                | 130                 | 1.542          | 3ª fase      | Anett Kontaveit [14]    |
| 25     | 38      | Zhang Shuai           | 1.475             | 130               | 10                  | 1.475          | 1ª fase      | Ysaline Bonaventure     |
| 26     | 39      | Sloane Stephens       | 1.453             | 10                | 130                 | 1.573          | 3ª fase      | Serena Williams [3]     |
| 27     | 31      | Ons Jabeur            | 1.573             | 130               | 130                 | 1.573          | 3ª fase      | Sofia Kenin [2]         |
| 28     | 41      | Jennifer Brady        | 1.395             | 10                | 780                 | 2.165          | SF           | Naomi Osaka [4]         |
| 29     | 42      | Veronika Kudermetova  | 1.388             | 10                | 10                  | 1.388          | 1ª fase      | Iga Świątek             |
| 30     | 44      | Kristina Mladenovic   | 1.335             | 70                | 70                  | 1.335          | 2ª fase      | Varvara Gracheva        |
| 31     | 45      | Anastasija Sevastova  | 1.288             | 130               | 70                  | 1.288          | 2ª fase      | Marta Kostyuk           |
| 32     | 48      | Rebecca Peterson      | 1.225             | 70                | 10                  | 1.225          | 1ª fase      | Kirsten Flipkens        |

##### Desistências
| Ranking | Jogadora                 | Pontos anteriores | Pontos a defender | Nova pontuação | Motivo                                            |
| ------- | ------------------------ | ----------------- | ----------------- | -------------- | ------------------------------------------------- |
| 1       | Ashleigh Barty           | 8.717             | 240               | 8.717          | Preocupações com questões relacionadas à COVID-19 |
| 2       | Simona Halep             | 6.356             | 70                | 6.356          | Preocupações com questões relacionadas à COVID-19 |
| 5       | Elina Svitolina          | 4.580             | 780               | 4.580          | Preocupações com questões relacionadas à COVID-19 |
| 6       | Bianca Andreescu         | 4.555             | 2.000             | 4.555          | Preocupações com questões relacionadas à COVID-19 |
| 7       | Kiki Bertens             | 4.335             | 130               | 4.335          | Preocupações com questões relacionadas à COVID-19 |
| 10      | Belinda Bencic           | 4.010             | 780               | 4.010          | Preocupações com questões relacionadas à COVID-19 |
| 30      | Wang Qiang               | 1.706             | 430               | 1.706          | Preocupações com questões relacionadas à COVID-19 |
| 32      | Anastasia Pavlyuchenkova | 1.540             | 70                | 1.540          | Preocupações com questões relacionadas à COVID-19 |
| 33      | Barbora Strýcová         | 1.530             | 10                | 1.530          | Preocupações com questões relacionadas à COVID-19 |
| 34      | Svetlana Kuznetsova      | 1.527             | 10                | 1.527          | Preocupações com questões relacionadas à COVID-19 |
| 36      | Zheng Saisai             | 1.510             | 10                | 1.510          | Preocupações com questões relacionadas à COVID-19 |
| 40      | Julia Görges             | 1.423             | 240               | 1.423          | Priorizou a gira europeia de saibro               |
| 43      | Jeļena Ostapenko         | 1.360             | 130               | 1.360          | Preocupações com questões relacionadas à COVID-19 |
| 47      | Fiona Ferro              | 1.267             | 130               | 1.267          | Preocupações com questões relacionadas à COVID-19 |

### Duplas
| Cabeça | Ranking | Equipe               | Equipe           |
| ------ | ------- | -------------------- | ---------------- |
| 1      | 3       | Juan Sebastián Cabal | Robert Farah     |
| 2      | 10      | Łukasz Kubot         | Marcelo Melo     |
| 3      | 16      | Rajeev Ram           | Joe Salisbury    |
| 4      | 18      | Ivan Dodig           | Filip Polášek    |
| 5      | 20      | Marcel Granollers    | Horacio Zeballos |
| 6      | 27      | Kevin Krawietz       | Andreas Mies     |
| 7      | 35      | Raven Klaasen        | Oliver Marach    |
| 8      | 39      | Wesley Koolhof       | Nikola Mektić    |

| Cabeça | Ranking | Equipe                | Equipe              |
| ------ | ------- | --------------------- | ------------------- |
| 1      | 7       | Tímea Babos           | Kristina Mladenovic |
| 2      | 11      | Elise Mertens         | Aryna Sabalenka     |
| 3      | 29      | Nicole Melichar       | Xu Yifan            |
| 4      | 35      | Květa Peschke         | Demi Schuurs        |
| 5      | 41      | Bethanie Mattek-Sands | Zhang Shuai         |
| 6      | 47      | Shuko Aoyama          | Ena Shibahara       |
| 7      | 51      | Victoria Azarenka     | Sofia Kenin         |
| 8      | 55      | Anna-Lena Friedsam    | Kateřina Siniaková  |

## Convidados à chave principal
Os jogadores a seguir receberam convite para disputar diretamente a chave principal, baseados em seleção interna ou desempenhos recentes.

### Simples
| Masculino | Feminino |
| --- | --- |
| - Ulises Blanch - Maxime Cressy - Sebastian Korda - Mitchell Krueger - Thai-Son Kwiatkowski - Michael Mmoh - Brandon Nakashima - Jeffrey John Wolf | - Hailey Baptiste - Catherine Bellis - Kim Clijsters - Claire Liu - Allie Kiick - Robin Montgomery - Katrina Scott - Sachia Vickery |

### Duplas
| Masculinas | Femininas |
| --- | --- |
| - Ernesto Escobedo / Noah Rubin - Christopher Eubanks / Mackenzie McDonald - Christian Harrison / Ryan Harrison - Nathaniel Lammons / Nicholas Monroe | - Usue Maitane Arconada / Christina McHale - Hailey Baptiste / Whitney Osuigwe - Ann Li / Bernarda Pera - Jessica Pegula / Shelby Rogers |

## Qualificados à chave principal
Por causa da pandemia de COVID-19, para evitar grande circulação de pessoas pelo complexo, a edição de 2020 foi reduzida e não teve qualificatórios.

## Eliminações em simples

### Masculino
| Final                     | Final                     | Final                   | Final                       |
| ------------------------- | ------------------------- | ----------------------- | --------------------------- |
| Alexander Zverev [5]      |                           |                         |                             |
| Semifinais                |                           |                         |                             |
| Pablo Carreño Busta [20]  | Pablo Carreño Busta [20]  | Daniil Medvedev [3]     | Daniil Medvedev [3]         |
| Quartas de final          |                           |                         |                             |
| Denis Shapovalov [12]     | Borna Ćorić [27]          | Andrey Rublev [10]      | Alex de Minaur [21]         |
| Quarta fase               |                           |                         |                             |
| Novak Djokovic [1]        | David Goffin [7]          | Jordan Thompson         | Alejandro Davidovich Fokina |
| Matteo Berrettini [6]     | Frances Tiafoe            | Vasek Pospisil          | Félix Auger-Aliassime [15]  |
| Terceira fase             |                           |                         |                             |
| Jan-Lennard Struff [28]   | Ričardas Berankis         | Taylor Fritz [19]       | Filip Krajinović [26]       |
| Stefanos Tsitsipas [4]    | Mikhail Kukushkin         | Cameron Norrie          | Adrian Mannarino [32]       |
| Casper Ruud [30]          | Salvatore Caruso          | Márton Fucsovics        | Jeffrey John Wolf (WC)      |
| Roberto Bautista Agut [8] | Karen Khachanov [11]      | Corentin Moutet         | Marin Čilić [31]            |
| Segunda fase              |                           |                         |                             |
| Kyle Edmund               | Michael Mmoh (WC)         | Mitchell Krueger (WC)   | Steve Johnson               |
| Kwon Soon-woo             | Gilles Simon              | Marcos Giron            | Lloyd Harris                |
| Maxime Cressy (WC)        | Juan Ignacio Londero      | Egor Gerasimov          | Cristian Garín [13]         |
| Federico Coria            | Hubert Hurkacz [24]       | Jack Sock (PR)          | Brandon Nakashima (WC)      |
| Ugo Humbert               | Emil Ruusuvuori           | Ernesto Escobedo (Alt)  | Grégoire Barrère            |
| Grigor Dimitrov [14]      | John Millman              | Roberto Carballés Baena | Christopher O'Connell       |
| Miomir Kecmanović         | Milos Raonic [25]         | Richard Gasquet         | Andrey Kuznetsov (PR)       |
| Andy Murray               | Daniel Evans [23]         | Norbert Gombos          | Sumit Nagal                 |
| Primeira fase             |                           |                         |                             |
| Damir Džumhur             | Alexander Bublik          | João Sousa              | Pedro Martínez              |
| Yasutaka Uchiyama         | Pedro Sousa               | Federico Gaio           | John Isner [16]             |
| Sebastian Korda (WC)      | Thai-Son Kwiatkowski (WC) | Mohamed Safwat          | Dominik Koepfer             |
| Mikael Ymer               | Marc Polmans              | Marco Cecchinato        | Reilly Opelka               |
| Albert Ramos Viñolas      | Jozef Kovalík             | Evgeny Donskoy          | Pablo Andújar               |
| Dušan Lajović [18]        | Stefano Travaglia         | Attila Balázs           | Ulises Blanch (WC)          |
| Diego Schwartzman [9]     | Jason Jung                | Dennis Novak            | Peter Gojowczyk             |
| Lorenzo Sonego            | Pablo Cuevas              | Paolo Lorenzi           | Kevin Anderson              |
| Go Soeda                  | Yūichi Sugita             | Aljaž Bedene            | Mackenzie McDonald (PR)     |
| Kamil Majchrzak           | James Duckworth           | Taro Daniel             | Jérémy Chardy               |
| Tommy Paul                | Hugo Dellien              | Andreas Seppi           | Nikoloz Basilashvili [22]   |
| Guido Pella [29]          | Feliciano López           | Laslo Đere              | Federico Delbonis           |
| Tennys Sandgren           | Gianluca Mager            | Philipp Kohlschreiber   | Leonardo Mayer              |
| Andrej Martin             | Ivo Karlović              | Sam Querrey             | Jannik Sinner               |
| Thiago Monteiro           | Yoshihito Nishioka        | Jiří Veselý             | Thiago Seyboth Wild         |
| Denis Kudla               | Radu Albot                | Bradley Klahn           | Jaume Munar                 |

### Feminino
| Final                    | Final                      | Final                    | Final                     |
| ------------------------ | -------------------------- | ------------------------ | ------------------------- |
| Victoria Azarenka        |                            |                          |                           |
| Semifinais               |                            |                          |                           |
| Jennifer Brady [28]      | Jennifer Brady [28]        | Serena Williams [3]      | Serena Williams [3]       |
| Quartas de final         |                            |                          |                           |
| Yulia Putintseva [23]    | Shelby Rogers              | Tsvetana Pironkova (PR)  | Elise Mertens [16]        |
| Quarta fase              |                            |                          |                           |
| Angelique Kerber [17]    | Petra Martić [8]           | Anett Kontaveit [14]     | Petra Kvitová [6]         |
| Alizé Cornet             | Maria Sakkari [15]         | Karolína Muchová [20]    | Sofia Kenin [2]           |
| Terceira fase            |                            |                          |                           |
| Caroline Garcia          | Ann Li                     | Aliaksandra Sasnovich    | Varvara Gracheva          |
| Marta Kostyuk            | Magda Linette [24]         | Madison Brengle          | Jessica Pegula            |
| Madison Keys [7]         | Donna Vekić [18]           | Amanda Anisimova [22]    | Sloane Stephens [26]      |
| Iga Świątek              | Sorana Cîrstea             | Caty McNally             | Ons Jabeur [27]           |
| Segunda fase             |                            |                          |                           |
| Karolína Plíšková [1]    | CiCi Bellis (WC)           | Anna-Lena Friedsam       | Alison Riske [13]         |
| Markéta Vondroušová [12] | Vera Lapko (PR)            | Kristina Mladenovic [30] | Kateryna Bondarenko (PR)  |
| Camila Giorgi            | Anastasija Sevastova [31]  | Danka Kovinić            | Kaja Juvan                |
| Elena Rybakina [11]      | Dayana Yastremska [19]     | Kirsten Flipkens         | Kateryna Kozlova          |
| Aliona Bolsova           | Ysaline Bonaventure        | Patricia Maria Țig       | Garbiñe Muguruza [10]     |
| Bernarda Pera            | Katrina Scott (WC)         | Olga Govortsova          | Margarita Gasparyan       |
| Aryna Sabalenka [5]      | Sachia Vickery (WC)        | Anna Kalinskaya          | Johanna Konta [9]         |
| Sara Sorribes Tormo      | Ekaterina Alexandrova [21] | Kaia Kanepi              | Leylah Annie Fernandez    |
| Primeira fase            |                            |                          |                           |
| Anhelina Kalinina        | Jasmine Paolini            | Tamara Korpatsch         | Anna Blinkova             |
| Ajla Tomljanović         | Caroline Dolehide          | Arantxa Rus              | Tatjana Maria             |
| Greet Minnen             | Francesca Di Lorenzo       | Viktorija Golubic        | Robin Montgomery (WC)     |
| Hailey Baptiste (WC)     | Paula Badosa               | Allie Kiick (WC)         | Tereza Martincová         |
| Misaki Doi               | Alison Van Uytvanck        | Daria Kasatkina          | Cori Gauff                |
| Maddison Inglis          | Lizette Cabrera            | Usue Maitane Arconada    | Danielle Collins          |
| Katarina Zavatska        | Irina Khromacheva (PR)     | Arina Rodionova (Alt)    | Astra Sharma              |
| Rebecca Peterson [32]    | Marie Bouzková             | Whitney Osuigwe          | Irina-Camelia Begu        |
| Tímea Babos              | Jil Teichmann              | Lauren Davis             | Zhang Shuai [25]          |
| Kristýna Plíšková        | Kurumi Nara                | Liudmila Samsonova       | Nao Hibino                |
| Stefanie Vögele          | Zarina Diyas               | Natalia Vikhlyantseva    | Viktoriya Tomova          |
| Mihaela Buzărnescu       | Asia Muhammad (Alt)        | Monica Puig              | Kristie Ahn               |
| Océane Dodin             | Barbara Haas               | Taylor Townsend          | Veronika Kudermetova [29] |
| Venus Williams           | Nina Stojanović            | Christina McHale         | Heather Watson            |
| Laura Siegemund          | Claire Liu (WC)            | Viktória Kužmová         | Kim Clijsters (WC)        |
| Katarzyna Kawa           | Kateřina Siniaková         | Vera Zvonareva (PR)      | Yanina Wickmayer          |

## Finais

### Profissional
| Categoria | Evento    | Campeã(s)(o/ões)               | Vice-campeã(s)(o/ões)        | Resultado                | Chave(s)  | Chave(s)       |
| --------- | --------- | ------------------------------ | ---------------------------- | ------------------------ | --------- | -------------- |
| Simples   | Masculino | Dominic Thiem                  | Alexander Zverev             | 2–6, 4–6, 6–4, 6–3, 7–66 | principal | qualificatório |
| Simples   | Feminino  | Naomi Osaka                    | Victoria Azarenka            | 1–6, 6–3, 6–3            | principal | qualificatório |
| Duplas    | Masculino | Mate Pavić Bruno Soares        | Wesley Koolhof Nikola Mektić | 7–5, 6–3                 | principal | principal      |
| Duplas    | Feminino  | Laura Siegemund Vera Zvonareva | Nicole Melichar Xu Yifan     | 6–4, 6–4                 | principal | principal      |

### Cadeirante
| Categoria | Evento       | Campeã(s)(o/ões)            | Vice-campeã(s)(o/ões)          | Resultado        | Chave     |
| --------- | ------------ | --------------------------- | ------------------------------ | ---------------- | --------- |
| Simples   | Masculino    | Shingo Kunieda              | Alfie Hewett                   | 6–3, 3–6, 7–63   | principal |
| Simples   | Feminino     | Diede de Groot              | Yui Kamiji                     | 6–3, 6–3         | principal |
| Simples   | Tetraplégico | Sam Schröder                | Dylan Alcott                   | 7–65, 0–6, 6–4   | principal |
| Duplas    | Masculino    | Alfie Hewett Gordon Reid    | Stéphane Houdet Nicolas Peifer | 6–4, 6–1         | principal |
| Duplas    | Feminino     | Yui Kamiji Jordanne Whiley  | Marjolein Buis Diede de Groot  | 6–3, 6–3         | principal |
| Duplas    | Tetraplégico | Dylan Alcott Andy Lapthorne | Sam Schröder David Wagner      | 3–6, 6–4, [10–8] | principal |